# 北川央
北川 央（きたがわ ひろし、1961年- ）は、日本の日本史学者。

## 人物・来歴
大阪府生まれ。神戸大学大学院文学研究科修士課程修了。1987年より大阪城天守閣学芸員、2014年より館長。織豊期政治史、近世庶民信仰史、大阪地域史。

## 著書
- 『大阪城ふしぎ発見ウォーク こんちは出前授業です!』フォーラム・A, 2004.8
- 『神と旅する太夫さん 国指定重要無形民俗文化財「伊勢大神楽」』出水伯明 写真. 岩田書院, 2008.12
- 『大坂城と大坂の陣 その史実・伝承』新風書房, 2016.10
- 『なにわの事もゆめの又ゆめ 大坂城・豊臣秀吉・大坂の陣・真田幸村』関西大学出版部, 2016.11
- 『大阪城・大坂の陣・上町台地 北川央対談集』地域情報紙『うえまち』編集局 編集. 新風書房, 2017.10
- 『近世金毘羅信仰の展開』岩田書院, 2018.9
- 『近世の巡礼と大坂の庶民信仰』岩田書院, 2020.4
- 『大坂城 秀吉から現代まで50の秘話』新潮新書 2021.12

### 共編・監修
- 『おおさか図像学 近世の庶民生活』編著. 東方出版, 2005.8
- 『大和川付替えと流域環境の変遷』西田一彦監修,山野寿男,玉野富雄共編. 古今書院, 2008.10
- 『決定版大坂の陣 歴史検定公式ガイドブック 紅蓮の炎に消えた豊臣家滅亡の全貌』監修. 世界文化社, 2015.3
- 青山邦彦『大坂城 絵で見る日本の城づくり』監修 (講談社の創作絵本) 2016.11
- 柏木輝久『大坂の陣豊臣方人物事典』監修. 宮帯出版社, 2016.12